# پونه‌سای البرزی
پونه‌سای البرزی، پونه‌سای خوشه‌ای (نام علمی: Nepeta racemosa) نام یک گونه از سرده پونه‌سا است.